# Torzní pružina

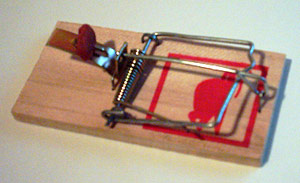
Past na myši se spirálovou torzní pružinou.

Torzní pružina (též zkrutná pružina) je pružina namáhaná krutem, zkrucováním a kroucením, z latiny torzí. Jde o pružnou tyč, pás nebo vinutou spirálu, která při zkrutu akumuluje mechanickou energii. Moment síly je pak přímo úměrný úhlu zkrutu. Torzní pružiny se vyrábějí z oceli nebo jiných kovů, z pryže a umělých hmot, jemné torzní pružiny mohou být také z hedvábných, skelných nebo křemenných vláken.

## Zkrutný součinitel
Pokud není pružina namáhána za svou mez pružnosti, platí zde úhlová forma Hookeova zákona:
{\displaystyle \tau =-\kappa \theta \,}
kde {\displaystyle \tau \,} je moment síly vyvíjený pružinou v Newtonmetrech a {\displaystyle \theta \,} je úhel zkrutu od ekvilibria v radiánech. {\displaystyle \kappa \,} je konstanta s jednotkou Newtonmetr / radián, nazývaná zkrutný součinitel (torzní koeficient), zkrutný modul pružnosti nebo jen pružinová konstanta, odpovídající momentu potřebnému ke zkroucení pružiny o úhel 1 radiánu. Jde o analogii k pružinové konstantě u přímé pružiny.
Energie U v Joulech, uložená do torzní pružiny, je:
{\displaystyle U={\frac {1}{2}}\kappa \theta ^{2}}

## Použití
Torzní pružiny se používají v mnoha velmi rozmanitých aplikacích, následující příklady jsou seřazeny od nejhrubších k nejjemnějším.
- Náprava s torzní tyčí používá torzní tyče (též torzní stabilizátory), tedy torzní pružiny, k odpružení náprav nákladních i osobních automobilů, stavebních strojů, tanků a podobně.[rozpor] Odpružená náprava zajišťuje, aby se kola stále dotýkala i nerovné vozovky, přičemž současně zajišťuje hladké ovládání vozidla. Nerovnosti povrchu země se pak nepřenášejí (tolik) na vozidlo, vyrovnává se tak jeho vertikální trajektorie. Torzní stabilizátor neslouží k odpružení náprav, ale pružně propojuje zavěšení kol na nápravě, a tak snižuje náklon vozidla v zatáčce přenesením části zatížení zavěšení vnějšího kola na zavěšení kola vnitřního.[rozpor]

- Velké vinuté torzní pružiny se používají jako protiváha hmoty garážových vrat. Podobný systém se používá pro otevírání víka zavazadlového prostoru u automobilů.

- Vinuté torzní pružiny se používají v tradičních pastech na myši a potkany.

- Malé vinuté torzní pružiny se často používají pro otevírání či zavírání dvířek a víček malých spotřebních předmětů, jako jsou digitální fotoaparáty nebo přehrávače kompaktních disků.

- Torzní kyvadlo používané v tzv. ročních hodinách tvoří vodorovný setrvačník, uprostřed zavěšený na tenkém kovovém pásku. Pohybová energie setrvačníku zkrucuje torzní pružinu, jejíž polohová energie potom urychluje pohyb setrvačníku opačným směrem. Setrvačník se otáčí střídavě oběma směry a celek funguje podobně jako běžné kyvadlo.

- Torzní váhy se užívají k měření velmi malých sil, které vyvažuje moment zkrucovaného jemného závěsu. Poprvé je použil Charles-Augustin de Coulomb roku 1777 k měření silového působení elektrických nábojů a roku 1798 Henry Cavendish k měření gravitačního působení (což později umožnilo určení gravitační konstanty).

- Čip DMD (Digital micromirror device) je srdcem mnoha videoprojektorů. Používá statisíce mikroskopických zrcátek na miniaturních torzních pružinách vyrobených na křemíkovém povrchu. Každé zrcátko představuje jeden pixel a vychyluje se statickým napětím. Podle polohy zrcátka bude bod obrazu jasnější nebo temnější.